# Rêves de gloire
Rêves de gloire est un roman de Roland C. Wagner publié en 2011. Il s'agit du dernier roman de l'auteur, Roland C. Wagner étant mort l'année suivante. C'est aussi son ouvrage le plus récompensé.

## Résumé
Rêves de Gloire est un roman uchronique décrivant une guerre d'Algérie alternative à partir de la mort de Charles de Gaulle durant l'attentat du Petit-Clamart, et de ses conséquences, notamment sociales et culturelles. En effet, la musique et les drogues psychédéliques sont des thématiques au cœur de ce roman : la Gloire est un nom utilisé pour désigner le LSD.

## Style
Le roman est écrit à la première personne, mais du point de vue d'une myriade de narrateurs différents : chaque narrateur intervient une ou plusieurs fois, sur des passages d'une longueur allant d'un paragraphe jusqu'au chapitre entier. Les passages narratifs se suivent sans respecter d'ordre chronologique. Malgré cette spécificité, Roland C. Wagner parvient à rendre l'ensemble fluide et agréable à lire, grâce à un fil conducteur et à une caractérisation pointue des personnages, ce qui  valut à cette œuvre,  qualifiée de roman polyphonique,  d'être récompensée de nombreux prix.

## Récompenses et distinctions
Ce roman a été récompensé par :
- le nouveau grand prix de la science-fiction française 2011,
- le prix européen Utopiales des pays de la Loire 2011,
- le prix ActuSF de l'Uchronie 2011,
- le grand prix de l'Imaginaire 2012,
- le prix Rosny aîné de façon posthume à la 39e convention nationale française de science-fiction 2012.